# ناصر الدين قباجة
ناصر الدين قباجة (بالفارسية: ناصرالدین قباچه) حاكم منطقة ملتان (باكستان حاليا) عين من طرف السلطان معز الدين محمد الغوري يعرف سابقاً باسم شهاب الدين محمد بن سام الغوري سلطان الدولة الغورية (1162 - 15 مارس 1206).